# Austromenopon himantopi
Austromenopon himantopi är en insektsart som beskrevs av Günter Timmermann 1954. Austromenopon himantopi ingår i släktet Austromenopon och familjen spolätare. Inga underarter finns listade i Catalogue of Life.